# 제79회 골든 글로브상
제79회 골든 글로브상은 2021년 공개된 영화와 미국 텔레비전 프로그램을 대상으로, 할리우드 외신 기자 협회(HFPA)가 선정하여 수여하는 상이다. 제79회 골든 글로브상 시상식은 2022년 1월 9일 열렸다.
2021년 12월 13일, 유튜브 생중계를 통하여 헬렌 호니 HFPA회장과 래퍼 스눕 독이 후보를 발표하였다. 가장 많은 후보에 이름을 올린 작품은 벨파스트와 파워 오브 도그로, 각각 7개 부문 후보에 올랐다.
제79회 골든 글로브상 시상식은 25년간 중계를 맡아온 NBC를 등이 보이콧을 선언하였다. HFPA 측은 제78회 시상식 이후 신규 회원으로 흑인 기자 6명을 포함한 21명을 영입하였으며, 내부 행동 강령도 고쳤다고 밝혔다.

## 후보

### 영화

#### 작품상(드라마)
- 벨파스트
- 코다
- 듄
- 킹 리차드
- 파워 오브 도그

#### 작품상(뮤지컬·코미디)
- 시라노 (2021년 영화)
- 돈 룩 업
- 리커리쉬 피자
- 틱, 틱... 붐!
- 웨스트 사이드 스토리

#### 남우 주연상(드라마)
- 마허셜라 알리
- 하비에르 바르뎀
- 베네딕트 컴버배치
- 윌 스미스
- 덴절 워싱턴

#### 여우 주연상(드라마)
- 제시카 채스테인
- 올리비아 콜먼
- 레이디 가가
- 니콜 키드먼
- 크리스틴 스튜어트

#### 남우 주연상(뮤지컬·코미디)
- 레오나르도 디카프리오
- 피터 딘클리지
- 앤드류 가필드
- 쿠퍼 호프먼
- 앤서니 라모스

#### 여우 주연상(뮤지컬·코미디)
- 마리옹 코티야르
- 엘레나 하임 Alana Haim
- 제니퍼 로렌스
- 엠마 스톤
- 레이철 제글러

#### 남우 조연상
- 벤 애플렉
- 제이미 도넌
- 키어런 하인즈
- 트로이 코쳐 Troy Kotsur
- 코디 스밋맥피

#### 여우 조연상
- 커트리나 밸프
- 아리아나 드보스
- 커스틴 던스트
- 안저뉴 엘리스
- 루스 네가

#### 감독상
- 케네스 브래나 - 벨파스트
- 제인 캠피언 - 파워 오브 도그
- 매기 질런홀 - 로스트 도터
- 스티븐 스필버그 - 웨스트 사이드 스토리
- 드니 빌뇌브 - 듄

#### 각본상
- 폴 토머스 앤더슨 - 리커리쉬 피자
- 케네스 브래나 - 벨파스트
- 제인 캠피언 - 파워 오브 도그
- 애덤 매케이 - 돈 룩 업
- 아론 소킨 - 리카르도 가족으로 산다는 것

#### 작곡상
- 알렉상드르 데스플라 - 프렌치 디스패치
- 제르맹 프랭코(영어판) Germaine Franco - 엔칸토: 마법의 세계
- 조니 그린우드 - 파워 오브 도그
- 알베르토 이글레시아스 - 마드레스 파랄렐라스
- 한스 짐머 - 듄

#### 주제가상
- Be Alive(영어판), (Dixson, 비욘세) - 킹 리차드
- Dos Oruguitas, 린마누엘 미란다 - 엔칸토: 마법의 세계
- Down to Joy, 밴 모리슨 - 벨파스트
- Here I Am(Singing My Way Home), (캐럴 킹, 제니퍼 허드슨, 제이미 하트먼(영어판) - 리스펙트
- No Time to Die, (빌리 아일리시, 피니어스 오코넬) - 007 노 타임 투 다이

#### 만화영화상
- 엔칸토: 마법의 세계
- 나의 집은 어디인가 Flee
- 루카
- 마이 써니 마드(My Sunny Maad)
- 라야와 마지막 드래곤

#### 외국어 영화상
- 드라이브 마이 카(일본)
- 6번 칸 (핀란드)
- 신의 손(이탈리아)
- 어떤 영웅(이란)
- 패러렐 마더스(스페인)

### 텔레비전

#### 작품상(드라마)
- 뤼팽(넷플릭스)
- 더 모닝쇼(애플 TV+)
- 포즈(FX)
- 오징어 게임(넷플릭스)
- 석세션(HBO)

#### 작품상(뮤지컬·코미디)
- 더 그레이트(훌루)
- 핵스(영어판) Hacks(HBO 맥스)
- 아파트 이웃들이 수상해 Only Murders in the Building(훌루)
- 보호구역의 개들(영어판) Reservation DogsFX 온 훌루(영어판)
- 테드 래소(애플 TV+)

#### 최우수상
- 마약중독 (미니시리즈)(영어판) Dopesick(훌루)
- 탄핵: 미국 범죄 이야기(영어판) Impeachment: American Crime Story(FX)
- 조용한 희망 Maid(넷플릭스)
- 이스트타운의 암탕나귀 Mare of Easttown(HBO)
- 언더그라운드 레일로드(영어판)The Underground Railroad(아마존 프라임 비디오)

#### 남우 주연상(드라마)
- 브라이언 콕스
- 빌리 포터
- 제러미 스트롱
- 오마르 시

#### 여우 주연상(드라마)
- 우조 아두바
- 제니퍼 애니스턴
- 크리스턴 배런스키
- 엘리자베스 모스
- Mj 로드리게즈

#### 남우 주연상(뮤지컬·코미디)
- 앤서니 앤더슨
- 니컬러스 홀트
- 스티브 마틴
- 마틴 쇼트
- 제이슨 수데이키스

#### 여우 주연상(뮤지컬·코미디)
- 한나 에인빈더
- 트레이시 엘리스 로스
- 엘 패닝
- 이사 레이
- 진 스마트

#### 남우 주연상(미니시리즈·TV영화)
- 폴 베터니
- 오스카 아이작
- 마이클 키턴
- 이완 맥그리거
- 타하르 라힘

#### 여우 주연상(미니시리즈·TV영화)
- 제시카 채스테인
- 신시아 어리보
- 엘리자베스 올슨
- 마거릿 퀄리
- 케이트 윈슬렛

#### 남우 조연상
- 빌리 크루덥
- 키런 컬킨
- 마크 듀플래스
- 브렛 골드스타인
- 오영수

#### 여우 조연상
- 제니퍼 쿨리지
- 케이틀린 디버
- 앤디 맥다월
- 세라 스누크
- 한나 와딩햄 Hannah Waddingham